# Murray Hill
Pour les articles homonymes, voir Murray Hill (homonymie).
Murray Hill est un quartier de l'arrondissement de Manhattan à New York, dont le nom provient de la famille Murray, des marchands quakers qui œuvraient dans le transport maritime. Murray Hill est situé au sud-est du quartier de Midtown, au bord de l'East River. C'est une enclave résidentielle où l'on peut encore trouver de nombreuses demeures du XIXe siècle intactes.

## Historique
Robert Murray (1721-1786), le chef de famille, naît en Pennsylvanie et vient à New York en 1753 après un court séjour en Caroline du Nord. Il s'établit comme marchand en 1762 et loue à la ville une maison et une ferme, sur un terrain qui s'étend sur la zone surélevée, par rapport au reste de l'île, compris entre les actuelles avenues Madison et Lexington, et la 33e à 39e rue. Les Murray aiment à recevoir les autres notables de la ville. On prétend que lors de l'attaque des Britanniques à Kips Bay le 15 septembre 1776, après avoir mis en déroute l'armée américaine, le général britannique Sir William Howe fut invité à prendre le thé chez les Murray, ce qui permit aux forces rebelles de se regrouper dans le nord de Manhattan et de gagner le lendemain la bataille des « Hauts de Harlem ».
Quand Robert Murray mourut en 1786, son frère John devint propriétaire, alors que son fils Lindley Murray s'était exilé en Grande-Bretagne à la suite de la guerre d'indépendance. John décida que son domaine serait équitablement réparti entre ses enfants.
En 1847, les héritiers Murray — qui possédaient plusieurs lots de terre dans le quartier — firent pression sur la ville de New York pour qu'on n'y introduise pas de ligne de chemin de fer et que leur paradis résidentiel ne soit pas menacé. Un accord fut trouvé, alors que la municipalité prévoyait la percée d'avenues et de rues selon le tracé à angle droit que l'on connaît maintenant à New York. Cet acte officiel s'appelle le Murray Hill Restriction, qui limite les constructions à des « habitations de pierre ou de brique ». Y étaient par exemple interdits : forges, brasseries, zoos. Ainsi, dans la deuxième moitié du XIXe siècle, Murray Hill devint très recherchée par une clientèle bourgeoise pour sa tranquillité. Le quartier commença seulement à changer d'apparence lorsque les premiers gratte-ciels firent leur apparition dans les années 1920. Mais une association continue à se battre pour préserver les anciennes demeures et éviter que l'on construise de nouveaux buildings à usage purement commercial.

## Lieux
- La Pierpont Morgan Library et son musée au 225, Madison Avenue au niveau de la 36e rue.